# 米夏埃尔·恩德
米歇爾·恩德（1929年11月12日—1995年8月29日），英語音譯為麥克·安迪，為德國奇幻小說和兒童文學作家，1929年生於德國的巴伐利亞州，以《說不完的故事》聞名於世。

## 作家生涯
米歇爾·恩德於慕尼黑戲劇學院畢業以後，做了一段時間的導演、演員和電影評論家，這些和戲劇關係密切的背景使他後來的作品特別具有戲劇感。
米歇爾·恩德對於寫作非常熱忱，他的首部作品《吉姆波坦的火車頭大冒險》（Jim Button and Luke the Engine Driver）一出版就得到了「德國青少年文學獎」，1973年完成《默默》(Momo)，再度獲得「德國青少年文學獎」，《說不完的故事》還曾改編成，拍成電影《大魔域》，風靡一時，但他本人並不滿意電影名稱。作品甚至曾被譯成四十多國語言，銷售量多達一千萬本以上。
他的文學作品全集分別於1981年、1982年獲得「烏努斯考爾查克獎」及「國際勞倫佐.依爾.馬尼茀科獎」。
1995年8月29日，米歇爾·恩德因胃癌病逝於巴登-符騰堡州菲尔德施塔特。

## 私生活
1964年，米歇爾·恩德與年長8歲的英格博格·霍夫曼（Ingebork Hoffmann）結婚，並移民到義大利。
1985年，妻子英格博格·霍夫曼去世（享年63歲），並返回慕尼黑。
1989年，米歇爾·恩德前往日本參加“恩德父子展”，並與《說不完的故事》的日本翻譯者佐藤真理子結婚。

## 家族
米歇爾·恩德父親為德國著名的超寫實畫家愛德格·恩德（Edgar Ende）。

## 著作

### 兒童文學
- 《吉姆·克诺普夫与火车司机卢卡斯》（Jim Knopf und Lukas der Lokomotivführer，1960年）
- 《吉姆·克诺普夫与十三個海盜》（Jim Knopf und die Wilde 13，1962年）
- 《默默》（Momo，1972年）
- 《說不完的故事》（Die unendliche Geschichte，1979年）
- 《滿月傳奇》（Die Vollmondlegende，1993年）

### 短篇故事集
- 《魔術學校》（Die Zauberschule und andere Geschichten, 1994年）

### 小說
- 《鏡中鏡（英语：The mirror in the mirror）》（Der Spiegel im Spiegel，1986年）

### 劇本
- 《馬戲團的童话》（Das Gauklermärchen，1982年）

## 附註
1. ↑  另譯：米切爾·恩德、米夏埃爾·恩德。

## 外部連結
- 官方网站  with extensive biographical information and photos （英文） （德文）
- 米夏埃尔·恩德（德国国家图书馆目录）
- Multi-lingual bibliography of Michael Ende
- Michael Ende's Last Words to the Japanese
- Michael Ende在国会图书馆管理局的纪录，有60条目录ue纪录